# كأس أبطال أوروبا لكرة السلة 1962–63
كأس أبطال أوروبا لكرة السلة 1962–63 هو الموسم 6 من  الدوري الأوروبي لكرة السلة. أشرف على تنظيمه الاتحاد الأوروبي لكرة السلة، وكان عدد الأندية المشاركة فيه  26، وفاز فيه نادي سسكا موسكو لكرة السلة.